# Kumara (Cocapata)
Kumara (auch: K'umara) ist eine Streusiedlung im Departamento Cochabamba im südamerikanischen Anden-Staat Bolivien.

## Lage im Nahraum
Kumara liegt in der Provinz Ayopaya und ist eine Ortschaft im Municipio Cocapata (früher: Morochata). Die Ortschaft liegt auf einer Höhe von 4051 m an einem Zufluss zu einem linken Nebenfluss des Río Altamachi, der im weiteren Verlauf über den Río Santa Elena zum Río Beni fließt. Kumara bildet zusammen mit der Ortschaft San Bartolome den Subkanton Kumara mit 363 Einwohnern.

## Geographie
Kumara liegt im Übergangsbereich zwischen der südlich anschließenden Cordillera del Tunari und der nördlich gelegenen Cordillera de Cocapata. Das Klima ist ein typisches Tageszeitenklima, bei dem die Temperaturschwankungen zwischen Tag und Nacht deutlicher ausfallen als zwischen den Jahreszeiten.
Die Jahresdurchschnittstemperatur der Region liegt bei knapp 1 °C (siehe Klimadiagramm Cocapata) und schwankt im Jahresverlauf nur wenig zwischen −2,5 °C im Juni/Juli und 3 °C im November. Der jährliche Niederschlag liegt bei etwa 850 mm und ist ganzjährig humid, schwanken jedoch zwischen Niederschlägen von nur 10 mm im Juni/Juli und Höchstwerten über 150 mm im Januar.

## Verkehrsnetz
Kumara liegt in einer Entfernung von 112 Straßenkilometern nördlich der Stadt Cochabamba, der Hauptstadt des Departamentos.
Durch Cochabamba führt die Nationalstraße Ruta 4, die mit einer Länge von 1657 Kilometern das gesamte Land in West-Ost-Richtung durchquert. Von Cochabamba aus erreicht man auf der Ruta 4 nach dreizehn Kilometern in westlicher Richtung die Stadt Quillacollo, in deren Zentrum nach Norden der „Camino a Morochata“ abzweigt, der in nördlicher Richtung nach Marquina führt und sich dann in Serpentinen die Cordillera Tunari hinaufwindet. Nach insgesamt 47 Kilometern zweigt nach Nordosten eine Seitenstraße ab, die in das Tal des Río Misicuni führt und den Staudamm des Misicuni passiert. Vom Staudamm aus sind es dann 21 Kilometer den Misicuni flussabwärts bis Totorani und noch einmal jenseits des Río Totorani in Serpentinen sechzehn Kilometer bergauf über Suchuni nach Kumara und weiter nach Villa Vinto.

## Bevölkerung
Die Einwohnerzahl der Ortschaft ist in dem Jahrzehnt zwischen den beiden letzten Volkszählungen geringfügig zurückgegangen:
| Jahr | Einwohner         | Quelle       |
| ---- | ----------------- | ------------ |
| 1992 | keine Detaildaten | Volkszählung |
| 2001 | 224               | Volkszählung |
| 2012 | 217               | Volkszählung |
| 2024 |                   | Volkszählung |

Die Region weist einen hohen Anteil an Quechua-Bevölkerung auf, im Jahr 2001 war im Municipio Morochata bei 86,1 Prozent der über Vierjährigen Quechua ihre Muttersprache.